# Kamal Quliyev
Kamal Quliyev (14 novembre 1976) è un ex calciatore azero, di ruolo centrocampista.

## Carriera

### Club
Ha giocato nella massima serie del campionato azero e ucraino.

### Nazionale
Debutta nel 1999 con la Nazionale azera, giocando 47 partite fino al 2005.